# Google Lens
Google Lens és una tecnologia de reconeixement d’imatges desenvolupada per Google, dissenyada per aportar informació rellevant relacionada amb objectes que identifica mitjançant anàlisis visuals basades en una xarxa neuronal. Anunciat per primera vegada durant Google I/O 2017, es va proporcionar per primera vegada com a aplicació independent, integrant-se posteriorment a l'aplicació de càmera estàndard d'Android.

## Característiques
En dirigir la càmera del telèfon cap a un objecte, Google Lens intentarà identificar l'objecte llegint codis de barres, codis QR, etiquetes i text, i mostrarà resultats de cerca, pàgines web i informació rellevants. Per exemple, quan apunta la càmera del dispositiu cap a una etiqueta Wi-Fi que conté el nom i la contrasenya de la xarxa, es connectarà automàticament a la xarxa Wi-Fi escanejada. Lens també està integrat amb les aplicacions Google Photos i Google Assistant. El servei és similar a Google Goggles, una aplicació anterior que funcionava de manera similar però amb menys capacitat. Lens utilitza rutines d’aprenentatge profund més avançades per tal de potenciar les capacitats de detecció, de manera similar a altres aplicacions com Bixby Vision (per a dispositius Samsung llançats després del 2016) i Image Analysis Toolset (disponible a Google Play); Durant Google I / O 2019, Google va anunciar quatre funcions noves. El programari podrà reconèixer i recomanar elements en un menú. Tindrà la possibilitat de calcular també consells i dividir les factures, mostrar com preparar plats a partir d’una recepta i utilitzar el text a veu

### Disponibilitat
Google va llançar oficialment Google Lens el 4 d’octubre de 2017 amb previsualitzacions d’aplicacions preinstal·lades a Google Pixel 2. Al novembre de 2017, la funció va començar a desplegar-se a l'Assistent de Google per a telèfons Pixel i Pixel 2. També s'ha implementat una previsualització de Lens a l'aplicació Google Photos per a telèfons Pixel. El 5 de març de 2018, Google va llançar oficialment Google Lens a Google Photos en telèfons que no fossin Pixel. El 15 de març de 2018 es va donar suport a Lens a la versió per a iOS de Google Fotos. A partir del maig de 2018, Google Lens es va posar a disposició de l'Assistent de Google en dispositius OnePlus a més d'integrar-se a les aplicacions de càmera de diversos telèfons Android. Una aplicació autònoma de Google Lens es va posar a disposició a Google Play el juny del 2018. El suport del dispositiu és limitat, tot i que no és clar quins dispositius no s'admeten ni per què. Requereix Android Marshmallow (6.0) o una versió posterior. El 10 de desembre de 2018, Google va llançar la funció de cerca visual de Lens a l'aplicació Google per a iOS.